# 季米里亞澤沃區
53°48′00″N 66°32′24″E / 53.80000°N 66.54000°E

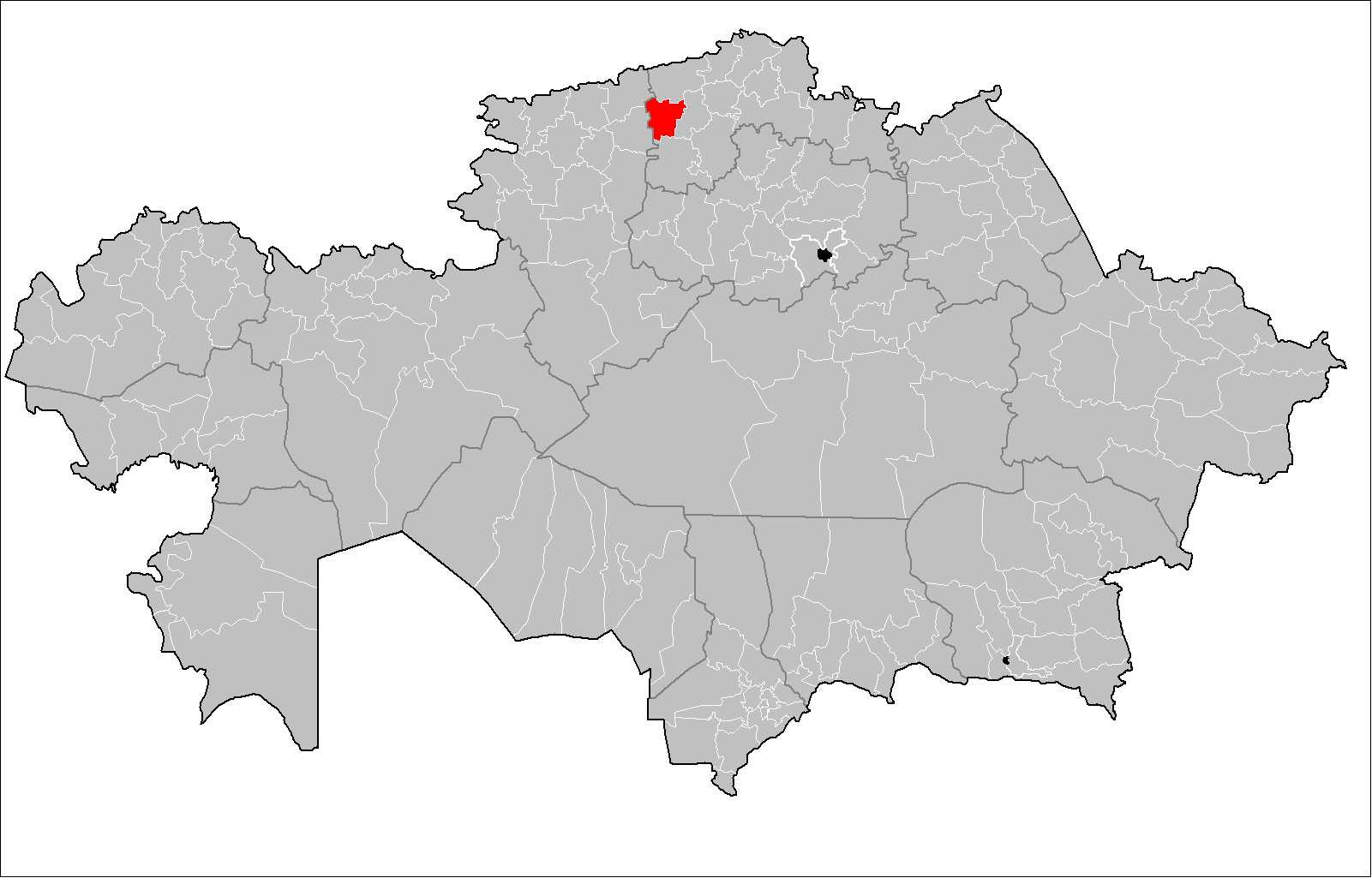

季米里亞澤沃區是哈薩克斯坦的行政區，位於該國北部，由北哈薩克斯坦州負責管轄，首府設於季米里亞澤沃，始建於1963年，面積4,510平方公里，2019年人口11,290。